# Вила Роди (Перуђа)
Вила Роди је насеље у Италији у округу Перуђа, региону Умбрија.
Према процени из 2011. у насељу је живело 54 становника. Насеље се налази на надморској висини од 363 м.